# Adinandra sarosanthera
Adinandra sarosanthera är en tvåhjärtbladig växtart som beskrevs av Friedrich Anton Wilhelm Miquel. Adinandra sarosanthera ingår i släktet Adinandra och familjen Pentaphylacaceae. Inga underarter finns listade i Catalogue of Life.